# جزر ويندوارد
جزر ويندوارد (بالإنجليزية: Windward Islands، بالفرنسية: Îles du Vent) هي عبارة عن المجموعة الشرقية لجزر المجتمع التابعة لبولينيزيا الفرنسية (تجمع ما وراء البحار التابع لفرنسا والواقع في المحيط الهادئ).

## الجغرافيا
الجزر عبارة عن أرخبيل مقسم حسب التقسيم الإداري في بولينيزيا الفرنسية، ويتضمن تاهيتي، موريا، ميهيشا، تيشاروا، وماياو. العاصمة الإدارية للمنطقة هي بابيتي في جزيرة تاهيتي. تاهيتي، موريا، وميهيشا هي الجزر العالية.أما تيشاروا وماياو فهما من الجزر المرجانية.

## الثقافة
الغالبية من السكان يتكلمون اللغة الفرنسية، واللغة التاهيتية (بالاشتراك مع الفرنسية في جميع أنحاء بولينيزيا الفرنسية).

## الإدارة
جزر ويندوارد حسب التقسيم الإداري هي واحدة من خمس جزر تتكون منها بولينيزيا الفرنسية في التقسيمات الإدارية. أما جغرافيا، فالتقسيم الإداري لجزر ويندوارد يتطابق مع الدائرة الانتخابية لجزر ويندوارد التي هي واحدة من 6 دوائر انتخابية في بولينيزيا الفرنسية.